# Aniseres baikalensis
Aniseres baikalensis är en stekelart som beskrevs av Humala 2007. Aniseres baikalensis ingår i släktet Aniseres och familjen brokparasitsteklar. Inga underarter finns listade i Catalogue of Life.